# سبورتس تشامبيونز 2
سبورتس تشامبيونز 2 (بالإنجليزية: Sports Champions 2)‏ هي لعبة فيديو صدرت في 2012. وهي متوفرة على أجهزة بلاي ستيشن 3 . وهي من نشر سوني كمبيوتر إنترتينمنت.